# ゲコモン
ゲコモンは『デジタルモンスター』シリーズに登場する架空の生命体・デジタルモンスターの一種。

## 概要
ペンデュラム1で初登場。カエルをモデルにしたデジモンで、名前は「ゲコゲコ」という擬声語に由来している。左右で大きさが違う目と、先端に三つの吸盤がついた舌が特徴。
アニメシリーズには5作品全てに登場しており、オタマモンと共に集団で登場することが多い。

## 種族としてのゲコモン

### 基本データ
- 世代/成熟期
- タイプ/両生類型
- 属性/ウィルス
- 必殺技/クラッシュシンフォニー
- 得意技/ノイジーエコー、フロッグジャンプ
- 勢力/ネイチャースピリッツ

### 亜種・関連種・その他
- オタマモン
- トノサマゲコモン

## 登場人物としてのゲコモン
- デジモンアドベンチャー - 25話に複数登場。トノサマゲコモンの城でオタマモンと共に仕えていた。眠り続けるトノサマゲコモンを目覚めさせる歌声を持つミミを迎え入れるが、そのワガママに振り回されることになる。ミミがわがままに気付いてからはミミの友達になる。
- デジモンアドベンチャー02 - 6話・15話にオタマモンと複数登場。
- デジモンテイマーズ - 第31話に登場。オロチモンに命じられて酒を作り続けていた。